# Sam Wood
Samuel Grosvenor "Sam" Wood (Filadélfia, 10 de julho de 1883 — Los Angeles, 22 de setembro de 1949) foi um argumentista, ator, cineasta, corretor imobiliário, empresário e produtor de cinema estado-unidense, conhecido por realizar vários filmes em Hollywood, tais como Uma Noite na Ópera, Um Dia nas Corridas, Adeus, Mr. Chips, e The Pride of the Yankees.

## Biografia

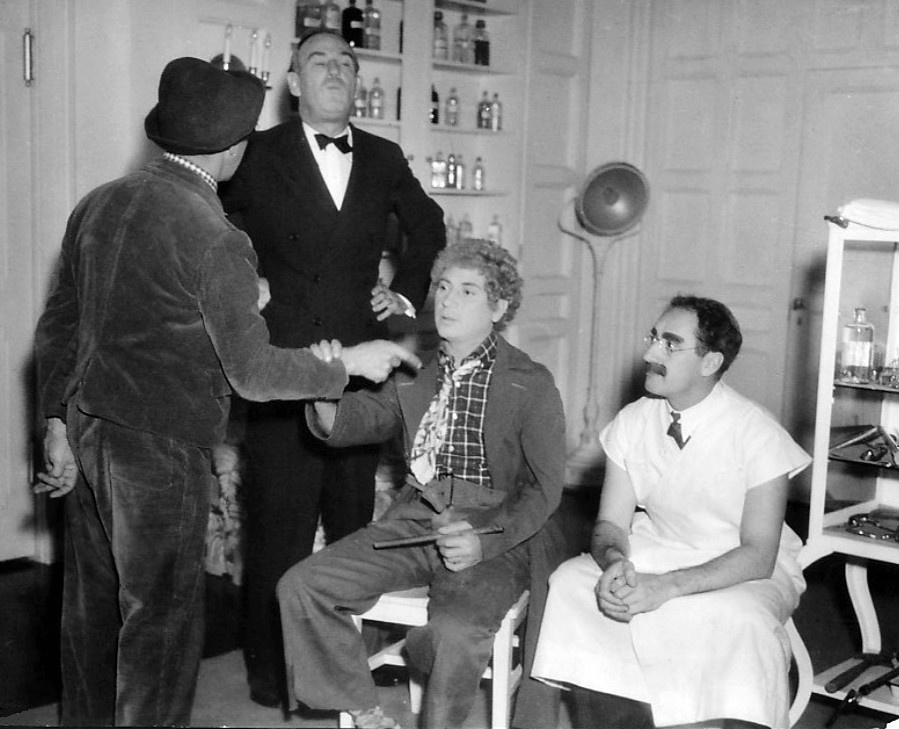
Os irmãos Marx no cenário do filme Um Dia nas Corridas, com Sam Wood.

Nascido em Filadélfia, na Pensilvânia, Sam Wood iniciou a carreira como ator, e em 1915, começou a trabalhar para Cecil B. DeMille como assistente de realização. Em 1919, deu inicio à sua carreira a solo de realizador, onde trabalhou com os atores Gloria Swanson e Wallace Reid no estúdio cinematográfico Paramount Pictures. 
Em 1927, passou a trabalhar no estúdio Metro-Goldwyn-Mayer, onde passou a maior parte da sua carreira. Na década de 1940, realizou o filme Kitty Foyle, protagonizado por Ginger Rogers, que foi galardoada com o Óscar de melhor atriz principal pela sua atuação, no mesmo ano.
Sam Wood também foi presidente da organização política Motion Picture Alliance for the Preservation of American Ideals. Casou-se com Clara L. Roush em 1908, com quem teve duas filhas, K. T. Stevens e Jeane Wood, que também eram atrizes.
Sam Wood morreu de enfarte agudo do miocárdio aos sessenta e cinco anos, em Hollywood e foi sepultado no Forest Lawn Memorial Park, na cidade de Glendale.
A 8 de fevereiro de 1960, Sam Wood recebeu a sua estrela no Passeio da Fama, no endereço 6714 Hollywood Boulevard, pelas suas contribuições à indústria cinematográfica.
Sam Wood foi retratado pelo ator John Getz no filme Trumbo, realizado por Jay Roach.

## Filmografia

### Primeiros filmes
- Double Speed (1920)
- Excuse My Dust (1920)
- The Dancin' Fool (1920)
- Sick Abed (1920)
- What's Your Hurry? (1920)
- A City Sparrow (1920)
- Her Beloved Villain (1920)
- Her First Elopement (1920)
- The Snob (1921)
- Peck's Bad Boy (1921)
- The Great Moment (1921)
- Under the Lash (1921)
- Don't Tell Everything (1921)
- Her Husband's Trademark (1922)
- Her Gilded Cage (1922)
- Beyond the Rocks (1922)
- The Impossible Mrs. Bellew (1922)
- My American Wife (1922)
- Prodigal Daughters (1923)
- Bluebeard's 8th Wife (1923)
- His Children's Children (1923)
- The Next Corner (1924)
- Bluff (1924)
- The Female (1924)
- The Mine with the Iron Door (1924)
- The Re-Creation of Brian Kent (1925)
- Fascinating Youth (1926)
- One Minute to Play (1926)
- Rookies (1927)
- A Racing Romeo (1927)
- The Fair Co-Ed (1927)
- The Latest from Paris (1928)
- Telling the World (1928)
- So This Is College (1929)
- It's a Great Life (1929)

### Filmes posteriores
| Ano  | Filme | Nomeações | Prémios | Óscar |
| ---- | --- | --------- | ------- | --- |
| 1930 | They Learned About Women |           |         | |
| 1930 | The Girl Said No |           |         | |
| 1930 | The Sins of the Children |           |         | |
| 1930 | Way for a Sailor |           |         | |
| 1930 | Paid |           |         | |
| 1931 | A Tailor Made Man |           |         | |
| 1931 | The Man in Possession |           |         | |
| 1931 | New Adventures of Get Rich Quick Wallingford |           |         | |
| 1932 | Huddle |           |         | |
| 1932 | Prosperity |           |         | |
| 1933 | The Barbarian |           |         | |
| 1933 | Hold Your Man |           |         | |
| 1933 | Christopher Bean |           |         | |
| 1934 | Stamboul Quest |           |         | |
| 1935 | Let 'Em Have It |           |         | |
| 1935 | A Night at the Opera |           |         | |
| 1935 | Whipsaw |           |         | |
| 1936 | The Unguarded Hour |           |         | |
| 1937 | A Day at the Races | 1         | 0       | |
| 1937 | Madame X |           |         | |
| 1937 | Navy Blue and Gold |           |         | |
| 1938 | Lord Jeff |           |         | |
| 1938 | Stablemates |           |         | |
| 1939 | Goodbye, Mr. Chips | 7         | 1       | Melhor ator principal para Robert Donat Nomeação — Melhor produção para Victor Saville Nomeação — Melhor realizador Nomeação — Melhor atriz principal para Greer Garson |
| 1939 | Raffles |           |         | |
| 1939 | Gone with the Wind (durante vinte e quatro dias, Sam substituiu Victor Fleming, que teve que deixar temporariamente a produção, devido à exaustão) | 13        | 8       | Melhor produção para Selznick International Pictures Melhor realizador para Victor Fleming Melhor atriz principal para Vivien Leigh Melhor argumento adaptado para Sidney Howard Melhor atriz secundária para Hattie McDaniel Melhor cinematografia para Ernest Haller e Ray Rennahan Melhor montagem para Hal C. Kern e James E. Newcom Melhor direção de arte para Lyle R. Wheeler Nomeação - Melhor ator principal para Clark Gable Nomeação — Melhor atriz secundária para Olivia de Havilland Nomeação — Melhores efeitos visuais para Jack Cosgrove, Fred Albin e Arthur Johns Nomeação — Melhor banda sonora para Max Steiner Nomeação — Melhor mistura de som para Thomas T. Moulton (departamento de som da Samuel Goldwyn Studio) |
| 1940 | Our Town | 6         | 0       | Nomeação — Melhor produção para Sol Lesser Nomeação — Melhor atriz principal para Martha Scott |
| 1940 | Rangers of Fortune |           |         | |
| 1940 | Kitty Foyle | 5         | 1       | Melhor atriz principal para Ginger Rogers Nomeação — Melhor produção para David Hempstead Nomeação — Melhor realizador |
| 1941 | The Devil and Miss Jones | 2         | 0       | Nomeação — Melhor ator secundário para Charles Coburn |
| 1942 | Kings Row | 3         | 0       | Nomeação — Melhor filme para Hal B. Wallis Nomeação — Melhor realizador |
| 1942 | The Pride of the Yankees | 11        | 1       | Nomeação — Melhor filme para Samuel Goldwyn Nomeação — Melhor ator principal para Gary Cooper Nomeação — Melhor atriz principal para Teresa Wright |
| 1943 | For Whom the Bell Tolls | 9         | 1       | Melhor atriz secundária para Katina Paxinou Nomeação — Melhor filme Nomeação — Melhor ator principal para Gary Cooper Nomeação — Melhor atriz principal para Ingrid Bergman Nomeação — Melhor ator secundário para Akim Tamiroff |
| 1944 | Casanova Brown | 3         | 0       | Nomeação — Melhor direção de arte (preto e branco) para Perry Ferguson e Julia Heron Nomeação — Melhor banda sonora (comédia ou drama) para Arthur Lange Nomeação — Melhor mistura de som para Thomas T. Moulton |
| 1945 | Guest Wife | 1         | 0       | Nomeação — Melhor banda sonora (comédia ou drama) para Daniele Amfitheatrof |
| 1945 | Saratoga Trunk | 1         | 0       | Nomeação — Melhor atriz secundária para Flora Robson |
| 1946 | Heartbeat |           |         | |
| 1947 | Ivy |           |         | |
| 1948 | Command Decision |           |         | |
| 1949 | The Stratton Story | 1         | 1       | Melhor história original para Douglas Morrow |
| 1950 | Ambush |           |         | |